# Memorial del convento
Memorial del convento, en portugués Memorial do convento, es una novela del escritor portugués, Premio Nobel de Literatura 1998, José Saramago. Publicada en 1982, es uno de los libros más conocidos del lusitano.

## Trama
La historia se desarrolla en el Portugal del siglo XVIII, cuando el rey Don Juan V de Portugal, el Magnánimo, manda construir un convento franciscano en Mafra, después de serle concedido el “milagro” de que su esposa, Doña María Ana de Austria, quedara encinta, luego de cientos de intentos fallidos.
Los personajes principales de la trama son Baltasar Sietesoles, un exsoldado manco que tiene un gancho por siniestra; Blimunda Sietelunas, una mujer de origen humilde, con un extraño poder que le permite observar el interior de las personas y de las cosas y Bartolomeu Lourenço de Gusmão, un cura, con una extraña afición por volar.
A lo largo del libro, el lusitano narra el proceso de construcción del convento de Mafra, obra gigantesca y monumental de la arquitectura portuguesa.
La novela de Saramago está escrita en tercera persona.
También hace narración de la construcción de la passarola, un objeto inventado por Lourenço, que levitaba en el aire, gracias a la acción de causa- efecto entre el sol, el ámbar, unas esferas de cristal, ciertos metales y la potencia de las voluntades.
En una parte de la novela, hace aparición Domenico Scarlatti, músico italiano que daba clases de música a la infanta María Magdalena Bárbara, hija de Don Juan V.
- Datos: Q2510238